# Iuri I de Moscou

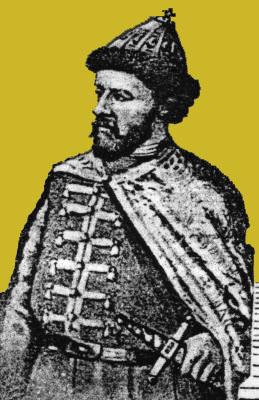
Il·lustració de Iuri I, o Jordi I, en català

Iuri I Daniilovitx (1281? – Vella Sarai, 21 de novembre de 1325), fill primogènit de Daniel I Aleksandrovitx, el considerat primer príncep de Moscòvia. El nom de la seva mare és desconegut. Successor de Daniel I com a príncep de dit territori (1303-1325) i de Mikhaïl Yaroslavitx com a príncep de Vladímir (1317-1322).
No se sap gairebé res de la joventut de Iuri I, però el que és òbviament molt probable fou que visqué molt de prop la guerra que el seu pare havia obert amb Andrei de Gorodetz pel domini del nord-est de Rússia.

## L'arribada al poder
Des de 1303, data en què va succeir el seu pare a Moscòvia, Iuri es posà al capdavant d'aquesta pugna que ja havia quedat evidenciada com la lluita pel poder de tots els territoris de la zona, sense cap altre tipus d'excusa. S'explica que el fill gran de Daniel era un home ferm, vigorós i cruel, i així, el 1303 ja va començar a expansionar el seu territori, amb l'annexió de Mojaisk. També va iniciar la seva política contrària a la del seu oncle Mikhaïl Yaroslavitx de Tver, ja que aquest era contrari al yarlyk (el permís de governar que el kan de l'Horda d'Or donava als prínceps russos durant el setge mongol-tàrtar).
El 1304, un any després, Iuri I intentà aprofitar la mort del Gran Príncep de Vladímir per a aconseguir el lloc vacant, al·legant que era l'únic descendent d'Aleksandr Nevsky. Tot i això, després de molts conflictes, el que manava a tot el territori, que en aquell moment era el kan Tokhty va donar el yarlyk a Mikhaïl de Tver; havia pagat més tribut al kan que Iuri. En aquest yarlyk era la primera vegada que se li donava a un rus el títol de ‘Gran Duc de tota Rússia', és a dir, que aconseguir Vladímir era com apoderar-se de tota Rússia; la batalla de moment la tenia guanyada Mikhaïl Yaroslavitx, doncs.
Iuri, tardaria a intentar tornar a assolir el poder, ja que els boyars i l'Església Ortodoxa atorgaven tot el seu suport a Mikhaïl Yaroslavitx. L'únic a favor del fill de Daniel I era el metropolità de Kíev Màxim, primer ‘Metropolità de tota Rússia' des de 1299, i més tard del seu successor el 1304, Pere.

## La pugna pel control del territori rus amb l'oncle Mikhaïl
Gran part de l'estada al poder de Iuri gira al voltant d'aquest enfrontament amb el seu oncle. El 1309, per exemple, Pere entrà a Vladímir i veié que el tiet de Iuri li mostrava total aversió com a cap de l'Església Ortodoxa. Lògicament, Iuri I feu tot el contrari quan Pere acudí a Moscou.
El 1314, semblava que s'estava acabant aquesta batalla familiar pel tron de tota Rússia, quan Iuri formà una aliança contra Mikhaïl amb el príncep de Nóvgorod per acabar amb el conflicte. Això, però, no arribà fins 4 anys més tard.
Tres anys després, el príncep de Moscòvia es casà amb Kontxak, la germana del kan Uzbek. Sumant això al tribut extra que li va donar al kan, van fer que aquest, amb potestat de fer el que volgués, donà el títol de príncep de Vladímir a Iuri I. Per la seva banda, Mikhaïl Yaroslavitx hi estigué totalment en contra, i preparà una gran ofensiva a Moscòvia. El mateix 1317, a l'avançar línies, Mikhaïl li guanyà a Iuri alguna possessió, com Bortenovo i àdhuc, va fer presonera a Kontxak i a Boris, el germà de Iuri I. L'any següent, Kontxak mor sobtadament i això va fer esclatar l'últim capítol de la confrontació.
En veure la disbauxa que s'estava produint en un dels dos principats més poderosos de Rússia, el kan Uzbek feu reunir als dos prínceps a l'Orde d'Or, i allà, Iuri al·legà que el seu oncle havia insubordinat al kan i que havia enverinat a la seva dona. El mongol actuà en conseqüència amb el que li havia dit el príncep moscovita, i processà a Mikhaïl amb pena de mort. El mateix1318, fou decapitat. L'Església Ortodoxa Russa, anys després, el canonitzà considerant-lo un màrtir.

## El dissortat final de Iuri I
La mort de Mikhaïl era la finalització de la pugna entre aquests dos personatges. A l'extrapolar-se, però, la lluita a nivells insospitables, allò ja era una guerra entre dinasties. El fill de Mikhaïl, Demetri, el succeí al càrrec de príncep de Tver.
El 1322, amb la lluita oberta una altra vegada, sortiren a la llum un conjunt d'il·legalitats de Iuri I (probablement inventades per Demetri), al col·lectar en el poble els tributs cap als tàrtars, i va ser tret del títol de Príncep de Vladímir, en benefici de Demetri (conegut com el dels ulls cruels).
Tres anys més tard, el 1325, el kan reuní al seu orde Iuri i Demetri, i en aquell escenari, el fill de Mikhaïl assassinà el fill de Daniel I, el 21 de novembre en venjança del seu pare. Aquesta brusca maniobra, no li agradà al kan Uzbek, que era el que havia estat present ja en la lluita entre Mikhaïl i el seu nebot. Per això, l'amfitrió de la reunió, decretà la mort també de Demetri, i per això, fou executat pels tàrtars.
Els dos prínceps foren succeïts pels seus germans: Demetri per Aleksandr Mikhàilovitx a Tver i Iuri per Ivan Daniilovitx a Moscou.